# Lista över berömda hästar
Detta är en Lista över berömda hästar.

## Mytologiska hästar
- Enhörning
- Hippogriff (Korsning mellan en grip och en häst)
- Hippokampos (Hästformat havsodjur)

### Hästar i grekisk mytologi
- Den första hästen skapades i Thessalien av guden Poseidon och tillhörde gudinnan Hera.[1]
- Kentaur (Hästmänniskor med hästkropp och istället för hals och huvud fanns överkroppen av en människa)
- Pegasos

### Hästar i nordisk mytologi och folktro
- Allsvinn och Arvaker
- Blodighov
- Bäckahäst
- Grane
- Guldmane
- Gulltopp
- Gunns häst
- Hels häst
- Hovvarpner
- Modin
- Rimfaxe
- Skinfaxe
- Sleipner
- Svadilfare

## Historiska hästar
- Babieca
- Brandklipparen
- Bukefalos
- Copenhagen
- Hidalgo
- Incitatus
- Little Sorrel
- Marengo
- Old Billy
- Streiff

## Avelshästar
- Byerley Turk
- Darley Arabian
- Godolphin Arabian
- Messenger
- Marske
- Peleng
- Pluto

## Hästar inom hästsporten

### Galopphästar
- Barbaro
- Bold Ruler
- Desert Orchid
- Eclipse
- Eight Belles
- Flying Childers
- Humorist
- Hyperion
- Man O' War
- Phar Lap
- Red Rum
- Ruffian
- Seabiscuit
- Citation
- Secretariat
- Dawn Run

### Hopphästar
- Baloubet du Rouet
- Butterfly Flip
- Foxhunter
- Hickstead
- Milton
- Mynta
- Ninja la Silla
- Robin Z
- Jappeloup
- Casall Ask
- DSP Alice
- Bianca
- H&M All In
- H&M Christian K
- King Edward
- H&M Indiana

### Travhästar
- Adrian Chip
- Baron Gruff
- Beautiful Hoka
- Bold Eagle
- Commander Crowe
- Callit
- Citation
- Colombian Necktie
- Conny Nobell
- Copiad
- Dart Hanover
- Delvin Kosmos
- Delicious U.S.
- Digger Crown
- Donato Hanover
- Drewgi
- Ego Boy
- Emile
- Etain Royal
- Father Patrick
- Frances Bulwark
- Giant Diablo
- Gidde Palema
- Gigant Neo
- Going Kronos
- Gum Ball
- Gusten Scoop
- Hilda Zonett
- Hot Tub
- Iceland
- Idéal du Gazeau
- Ina Scot
- Jana Bloc
- Järvsöfaks
- Legolas
- Mack Lobell
- Maharajah
- Moni Maker
- Mosaique Face
- Mr Outstanding
- Månprinsen A.M.
- Nuncio
- Ourasi
- Queen L.
- Remington Crown
- Rex Rodney
- Sahara Dynamite
- Sauveur
- Scarlet Knight
- Sebastian K.
- Speedy Crown
- Steinlager
- Svinten
- The Onion
- Timoko
- Torvald Palema
- Triton Sund
- Tsar d'Inverne
- Utah Bulwark
- Varenne
- Verner
- Victory Tilly
- Viking Kronos
- Viola Silas
- Zoogin

### Dressyrhästar
- Valegro "Blueberry"    (Charlotte Dujardin)
- Totilas
- Matador
- Don Auriello "Anton"  ( Tinne Vilhelmson Silfven )
- Weihegold OLD         ( Isabell Werth )
- Delaunay OLD "Dude" ( Patrik Kittel )
- Bellarose 2                ( Isabell Werth )
- Emilio 107                 ( Isabell Werth )
- Blue Hors Zack
- Damset FRH             ( Helen Langehanenberg )
- Cassidy      (Cathrine Laudrup-Dofour)
- Dante Weltino    (Therese Nilshagen)

### Övrig hästsport
- Illuster (Fälttävlan)
- Östergårdens Midnight (Voltige)
- Wega (Sara Algotsson-Ostholt) (Fälttävlan)

## Hästar i böcker, tidningar, film & TV
- Cass Ole (Svarta Hingsten)
- Docs Keepin Time (Black Beauty, 1994)
- Expert Ox (Sherdil)
- Hero (Fantomens häst)
- Klasse (Disneyfigur i Ankeborg)
- Jolly Jumper (Lucky Lukes häst)
- Lilla Gubben (Pippi Långstrumps prickiga häst)
- Popcorn Deelites (Seabiscuit)
- Texas Jack
- Trigger (Roy Rogers häst)
- Black Beauty (Anna Sewell, 1877)
- BoJack Horseman (90-tals kändis)

## Övriga hästar
- Harry Boy (ATG:s maskot)
- My Little Pony (Färgglada leksakshästar, samt tv-serie och film)
- Thumbelina (Världens minsta häst)
- Utter (Polishäst)